# クリスティアン・ツィマーマン

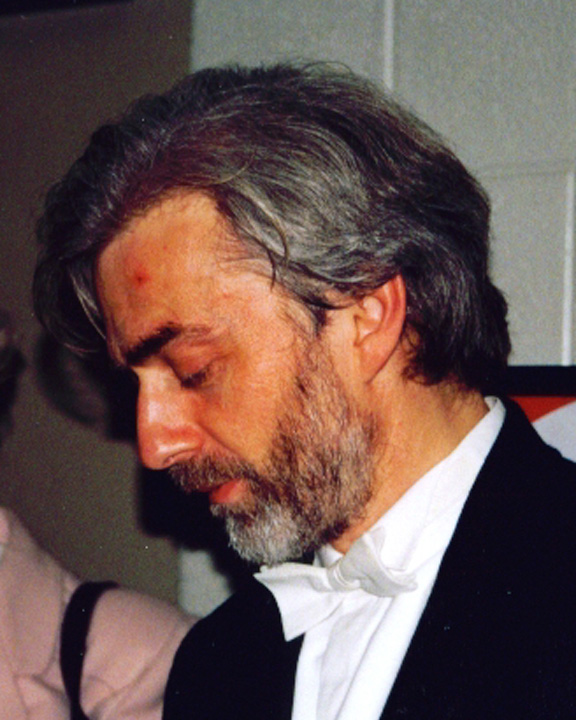
クリスティアン・ツィマーマン

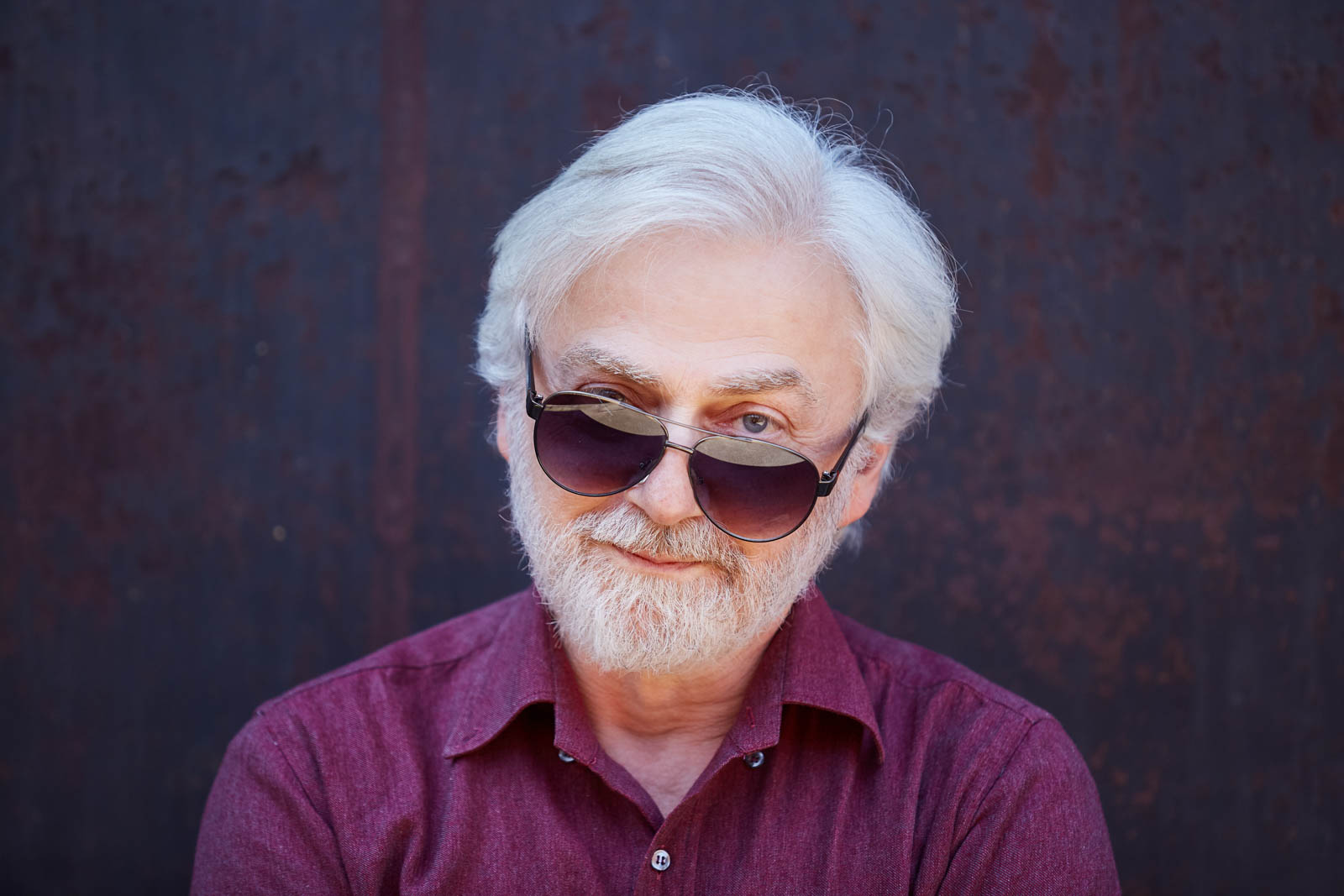

クリスティアン・ツィマーマン（ドイツ語発音）（ポーランド語: Krystian Zimerman, 1956年12月5日 - ）は、ポーランドのピアニスト。クリスチャン・ジマーマン（オランダ語発音）、ザイマーマン（英語発音）、ジメルマン（イタリア語, フランス語発音）、ツィメルマン（ポーランド語発音）、チメルマン、ツィンマーマンなどと表記されることもある。現在、世界のクラシック音楽界で最も高い評価を受けているピアニストの一人である。

## 人物
1956年12月5日、ポーランド南部のザブジェに生まれる。父親はドイツ系のピアニストで、工場の設計部門に勤める傍らバーでピアノを弾くという生活をしていた。ツィマーマンは幼少期、家に置かれていたグランドピアノの蓋を開けて毛布をかぶせ、インディアンのテント遊びをしていたと語っている。
5歳の頃父からピアノを学び、7歳からアンジェイ・ヤシンスキに師事した。1973年のベートーヴェン国際音楽コンクールで優勝後、1975年の第9回ショパン国際ピアノコンクールに史上最年少（18歳）で優勝、その後も着実にキャリアを重ねている。
学生当時はポーランドでの物資調達が困難で、ピアノ部品の製作・修理を自分で一から手作業で行わなければならなかった。これにより、ツィマーマンのピアノの構造、素材に対する知識が培われた。スイスのバーゼルにある自宅には、自身が製作したピアノやその鍵盤アクションが何台も置かれているという。
1981年12月31日、当時のポーランド首相ヴォイチェフ・ヤルゼルスキが戒厳令を発したのを契機としてポーランドを離れ、スイスに住むことを決意したと言われている。1996年にはスイスのバーゼル音楽院の教職に就き、後進の指導にもあたっている。
1999年、ショパン没後150年を記念して、ポーランド人の若手音楽家をオーディションで集め、ポーランド祝祭管弦楽団を設立し、ショパンのピアノ協奏曲公演をポーランドやアメリカなどで行った。また、ヘルベルト・フォン・カラヤン、レナード・バーンスタイン、カルロ・マリア・ジュリーニ、小沢征爾、ピエール・ブーレーズ、サイモン・ラトル等、世界の名指揮者と共演を重ねている。
楽器を自分のコントロール下におくことを徹底しており、公演では演奏するレパートリーに合わせて自己の所有するピアノを入念に調整し、それを世界中のホールに運搬し、更に同行したピアノ調律師と共同でピアノを各会場のホールの特性に合わせて調律するなどした上で演奏している。レコーディング技術や音響学に対する造詣も深く、自身でスタジオを建設したこともある。また演奏に対する完璧な姿勢から、リサイタルで弾くまでには10年もの年月をかけて曲を準備する。
初来日は1978年で、それから1982年、1985年、1987年、1991年、1993年、1997年、2003年と来日し、2006年以降はほぼ毎年来日して合計100回を越えるリサイタルを重ね、日本の聴衆を魅了し続けている。ツィマーマン自身も親日感情を表明しており、東京に自宅も所有している。日本での人気は年々高まっており、例えば2003年来日時のサントリーホールでのチケットは即日完売であったとされる。
2005年、フランスのレジオン・ドヌール勲章（シュバリエ章）を受章した。
2001年の9月11日より少しあと、カーネギー・ホールでリサイタルを開くために運んできた入念に調整されたピアノを、ニューヨークのJFK国際空港でアメリカの運輸保安庁によって没収され、破壊処分される事件があった。当局によれば、ピアノに使われている糊から爆発物のような臭いがしたという。
2009年4月26日、ツィマーマンはロスアンゼルスのウォルト・ディズニー・コンサートホールにおいて、アメリカのポーランドにおける東欧ミサイル防衛構想に抗議して、これ以降はアメリカでの演奏は行わないと誓った。彼は2006年にもジョージ・W・ブッシュが退任するまでアメリカには戻って来ないと声明を出したことがある。
2010年のコンサートを終えてから一年間はコンサートを開かず、充電期間に徹することが発表された。
2011年の東日本大震災当時は東京におり、実際に体験した震災、まもなく報道された津波、原発事故とそれに伴う情報の隠蔽・錯綜に衝撃を受ける。以後、体調不良によりできなかったときを除き、ほぼ毎年来日し、被災者支援のチャリティコンサート・リサイタルを行うなどしているほか、原発を必要とする原因となる電気消費を軽減しようという思いから、自宅を自家発電できるように改装したという。
2013年指の怪我のため、同年末の来日リサイタルを2014年に延期。2014年秋はバイエルン放送交響楽団来日公演のソリストを務める。マリス・ヤンソンスと共演し、ブラームスのピアノコンチェルト1番を演奏。2015年11月から翌年1月に掛けて来日公演、オールシューベルトプログラムを披露した。

## エピソード
あるとき東京の広い通りを渡っている際、十分な時間がないままに赤信号になってしまい、またそれを知っている人たちが赤信号でまだ車が通っている時点で渡っているのを見て、重大事故につながりかねないとの考えから、「もっと青信号の時間を長くすべきだ」と区役所に手紙を書いたという。彼曰く、「市民権もなければ音楽家であるあなたには関係ないだろう、と仰る方もいるかもしれませんが、何か重要なことを目の当たりにしながら何も行動を起こさないというのは本当に愚かなことだと思います。自分の国であるか、否かは関係ありません」とのこと。東京に家を所有し、最近は東京で長い時間を過ごしているという。なお、ツィマーマンは2007年に交通事故で足を負傷している。

## レパートリー
ショパン、ベートーヴェン、ブラームス、ドビュッシー、ラヴェル、シューベルト、ラフマニノフ等、幅広いレパートリーを有している。祖国のグラジナ・バツェヴィチのピアノソナタ第二番を国際的に広めた。また同じく祖国のカロル・シマノフスキを演奏した際には春秋社の楽譜を用い、「私の国の作曲家をここまで大切にしていただき誠にありがとうございます。これからもこの楽譜を使っていきたいです」とインタビューで述べていた。
とはいっても、「全集は作りません。それは作曲家に対する視点の欠如ですよ」と同世代以降のピアニストへの仕事は手厳しく、自らの眼鏡に叶ったレパートリーを絞り込むため、まとまった録音がなかなかそろわないという弱点もある。ルトスワフスキのピアノ協奏曲を二度録音する、など普通のピアニストには見られない行動を起こすこともある。

## 受賞歴
- Voivod-wide Prokofiev Competition (First prize) (1974; Katowice)
- ショパン国際ピアノコンクール優勝 (1975; Warsaw)
- Accademia Musicale Chigiana Award, (1985; Siena, Italy)
- Léonie Sonning Music Prize (1994; Denmark)
- Honorary doctor of the Karol Szymanowski Academy of Music in Katowice (2005)
- National Order of the Legion of Honour (France; 2005)
- Gold Medal for Merit to Culture - Gloria Artis (2010)
- Commander's Cross with Star of the Order of Polonia Restituta (2013)
- Honorary doctor of the Fryderyk Chopin University of Music in Warsaw (2015)
- 第33回高松宮殿下記念世界文化賞 音楽部門 (2022)